# Mechthild Flury-Lemberg
Mechthild Flury-Lemberg, née à Hambourg en 1929, est une Suissesse experte internationale en tissus anciens.

## Biographie
Après avoir suivi des études d'histoire de l'art en Allemagne, elle travaille comme restauratrice en tissus en Bavière, puis à Berne avant de rejoindre une fondation gérant une collection de textiles de 1963 jusqu'en 1994 lorsqu'elle prend sa retraite.
En Italie, elle intervient sur les difficultés de préservation des habits de saint François d'Assise, saint Antoine de Padoue. En 2002, elle a été la restauratrice principale de l'opération controversée de restauration entreprise sur le suaire de Turin. En 2003, elle publie un livre dans lequel elle décrit les raisons et le déroulement de l'opération. 

## Œuvres
- Artes minores. Dank an Werner Abegg. Bern, Stämpfli, 1973.  (ISBN 9783727292002)
- Von Angesicht zu Angesicht : Porträtstudien : Michael Stettler zum 70. Geburtstag, Bern : Stämpfli, 1983.  (ISBN 9783727292071)
- Der Dionysos-Behang der Abegg-Stiftung = La tenture de Dionysos de la Fondation Abegg Riggisberg : Abegg-Stiftung, 1987. (OCLC 19132219)
- Textile conservation and research, Bern : Abegg-Stiftung Bern, 1988.  (ISBN 9783905014020)
- Spuren kostbarer Gewebe, Riggisberg : Die Stiftung, 1995.  (ISBN 9783905014082)
- Der bemalte Behang in der Abegg-Stiftung in Riggisberg : eine alttestamentliche Bildfolge des 4. Jahrhunderts, Riggisberg : Abegg-Stiftung, 2004.  (ISBN 9783905014273)